# Calicanto, Puebla
Calicanto är en ort i Mexiko.   Den ligger i kommunen Chignautla och delstaten Puebla, i den sydöstra delen av landet, 190 km öster om huvudstaden Mexico City. Calicanto ligger 2 252 meter över havet och antalet invånare är 267.
Terrängen runt Calicanto är bergig. Runt Calicanto är det ganska tätbefolkat, med 179 invånare per kvadratkilometer. Närmaste större samhälle är Teziutlan, 4,2 km nordost om Calicanto. I omgivningarna runt Calicanto växer huvudsakligen savannskog.